# かぶ雑煮
かぶ雑煮（かぶぞうに）は、萩市などを中心とした山口県内全域で食される郷土料理。丸餅とカブ、三ツ葉を具材にしたシンプルな雑煮である。
各家庭や地域によって違いもあるが、山口県内では丸餅を焼かずに醤油のすまし汁仕立てにする雑煮が一般的である。かぶ雑煮も同様に焼かない丸餅を入れるため、すまし汁には少しとろみがつく。具材はカブと三つ葉のみであるが、香りと見た目を良くするために細く切ったするめを軽く結んで入れたり、カブの葉を青菜として用いることもある。萩地域では年末に餅をつくのは男性の仕事であり、雑煮を作るのも男性の仕事という風習がある。カブを入れるのは「株を上げる」という縁起担ぎのためとされる。
2022年にライフログテクノロジー株式会社が発表した雑煮に関するランキングでは、石川県のねぎ雑煮と並んで「最も低カロリーの雑煮」とされた。1食あたり130キロカロリーである。